# Antarkarana
Antakarana redirige aquí. Si desea ver el artículo sobre la etnia de la isla Madagascar, consulte Antakarana.

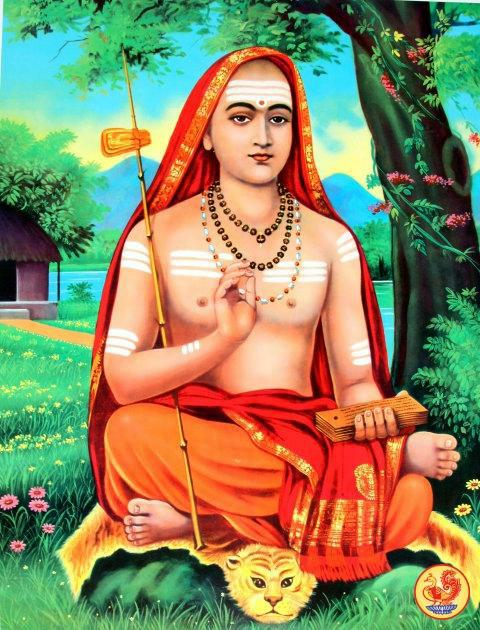
El religioso hinduista Sankaracharia (788-820) escribió acerca del antarkarana.

El término sánscrito antahkarana representa al corazón, que los hinduistas creen que es la sede del alma, la mente y la inteligencia.

## Escritura y pronunciación

### Grafía
- antaḥkaraṇa, en el sistema AITS —alfabeto internacional para la transliteración del sánscrito—.[1]
- अन्तःकरण, en escritura devanagari del sánscrito.[1]

### Pronunciación
- /antájkaraRa/ en sánscrito[1]
- /antarkarán/ en varios idiomas modernos de la India: bengalí, hindí, maratí y palí.

## Etimología
- antara-karaṇa: ‘órgano interno’, el corazón, el sitio del pensamiento y del sentimiento, la facultad de pensar, la mente, la conciencia, el alma (siendo antara: ‘interno’, y karaṇa: ‘causa’).[1]

Según el religioso hinduista Shankar Acharia (788-820) significa ‘entendimiento’.[cita requerida]

## Antarkaranaen la teosofía
En la teosofía, el antarkarana presenta un cambio en su concepto respecto al hinduismo, y dentro de la constitución septenaria se describe como un puente espiritual entre el ser inferior (manas inferior) y el ser superior (manas superior); asociado al concepto de hilo de Plata. Ambas representaciones del ser formarían parte del manas (o ser supremo). El ser superior y el ser inferior son distintos estados de consciencia del ser humano. 
La presencia del velo de maia (ilusión) que el ser humano se impone a sí mismo como mecanismo de defensa impide la visión del antarkarana como parte del ser.
Los teósofos consideran que el antarkarana forma el tejido del triple hilo del alma:
- El hilo de la vida, que viene directamente del espíritu y está introducido en el corazón durante la existencia.
- El hilo de la conciencia, que viene del alma y está introducido en el cerebro.
- El hilo de la creatividad, que lo inicia y lo construye el  ser humano mismo y está introducido en la garganta.

## Representación
Según los hinduistas no se requiere construir el antarkarana, ya que existe eternamente mientras el alma esté conectada con el cuerpo material.
Según los escritos teosóficos de Annie Besant,[cita requerida] es necesario construir un puente entre los «tres niveles mentales», y para ello se requiere de la meditación.